# Tarnawa (powiat olkuski)
Tarnawa – wieś w Polsce położona w województwie małopolskim, w powiecie olkuskim, w gminie Trzyciąż.
| SIMC    | Nazwa   | Rodzaj    |
| ------- | ------- | --------- |
| 0339900 | Parcela | część wsi |

W latach 1975–1998 miejscowość położona była w województwie krakowskim.

## Zabytki
Obiekty wpisane do rejestru zabytków nieruchomych województwa małopolskiego:
- Zespół dworski w skład którego wchodzi: dwór, oficyna, stodoła, stajnia, obora, spichlerz, kurnik oraz park.

## Osoby związane z miejscowością
- Zygmunt Novák (1897–1972) – polski architekt krajobrazu;
- Tadeusz Novák (1895–1971) – działacz społeczny i polityk, poseł V kadencji Sejmu II RP.